# Miss Santa Cruz 2018
La 39.ª edición del certamen Miss Santa Cruz, correspondiente al año 2018 se celebrara el día 24 de marzo organizado por la Agencia Promociones Gloria en el Salón Sirionó de la FexPo, Santa Cruz de la Sierra, se entregaran las coronas del Miss Santa Cruz, Srta Santa Cruz, Miss Litoral y Srta Litoralel cual tendrán el derecho de representar a Santa Cruz y el Litoral en el próximo Miss Bolivia Universo 2018. 
Las candidatas de todo el Departamento de Santa Cruz pasaron por un proceso de preselección "Casting", y competieran por el más importante título de belleza de Santa Cruz. Al finalizar la velada, la Miss Santa Cruz 2017 Jasmin Pinto, Srta Santa Cruz Giancarla Fernandez, Miss Litoral Mariem Suárez y Srta Litoral Carla Maldonado, entregaron sus corona a sus sucesoras, las 4 ganadoras representaran a Santa Cruz y al Litoral en el Miss Bolivia 2017.

Por SEGUNDA vez en la historia el Miss Santa Cruz será trasmitido por el canal de televisión de la Red Uno el 24 de MARZO en la Fexpo a horas 21:00 horas.
En fecha 12 de abril de 2019 se dio la destitución de Joyce Prado, por incumplimiento de contrato con la agencia Promociones Gloria y posteriormente se dio a conocer que estaba embarazada de 2 meses de gestación.

## Resultados Finales
Noche final del evento del Miss Santa Cruz 2016 fue el 24 de marzo
| Resultados Final                  | Representacion             | Delegada                     |
| Miss Santa Cruz 2018 (Destituida) | - San Javier               | - Joyce Prado Ribera         |
| Srta Santa Cruz 2018              | - Club de Leones Solidario | - Mariana Pinedo Ulloa (Δ)   |
| Miss Litoral 2016                 | - Club de Leones el Patuju | - Fiorella Suarez Cerusoli   |
| Srta Litoral 2016                 | - Curumechaca              | - Fabiane Valdivia Zambrana  |
| 1º Finalista                      | - Club de Leones Soriano   | - Yiwei Jiang Escalante      |
| 2º Finalista                      | - Miss Vallegrande         | - Carla Lorena Velasco Ulloa |
| 3º Finalista                      | - Miss Minero              | - Bianca Ruíz Áñez           |
| 4º Finalista                      | - Srta. Warnes             | - Wendy Saavedra Franco      |

(Δ) Fue elegida por el voto del público en internet

### Orden de Clasificación
Top 8
1. Mariana Pinedo (Δ)
2. Yiwei Jiang Escalante
3. Fabiane Valdibia
4. Fiorella Suarez
5. Joyce Prado
6. Wendy Saavedra
7. Bianka Ruiz
8. Carla Lorena Velasco

## Datos necesarios, representación nacional
- Joyce Prado (Miss Santa Cruz), participó en el  Miss Bolivia Universo 2018 en cual resultó ganadora de Miss Bolivia Universo 2018
- Mariana Pinedo (Srta. Santa Cruz), participó en el  Miss Bolivia Universo 2018 en cual resultó de Primera Finalista
- Fiorella Suarez (Miss Litoral), participó en el  Miss Bolivia Universo 2018 en cual resultó de Segunda Finalista.
- Fabiane Valdibia (Srta. Litoral), participó en el Miss Bolivia Universo 2018, no clasificó entre las finalistas.

## Datos necesarios, representación Internacional
| Candidatas                    | Concurso Internacional                | Pais/Sede   | Resultados/Premios Obtenidos |
| - Joyce Prado Ribera          | Miss Universo 2018                    | Tailandia   | No clasificó                 |
| - Joyce Prado Ribera          | Reina Hispanoamericana 2018           | Bolivia     | Tercera Finalista            |
| - Gianna Ruth Ardaya Ramirez  | Miss Asia Pacifico Internacional 2018 | Filipinas   | No clasificó                 |
| - Andrea Rebeca Suárez Vargas | Miss Teen Mundial 2018                | El Salvador | No clasificó                 |
| - Wendy Saavedra Franco       | Miss Eco Internacional 2018           | Egipto      | No clasificó                 |
| - Fiorella Suarez Cerusoli    | Miss Freedon of the World 2019        | Kosovo      | por competir                 |
| - Fabiane Valdivia Zambrana   | Miss Tierra 2022                      | Filipinas   | por competir                 |

## Proceso del Concurso
La Organización: La empresa de belleza Promociones Gloria, hizo oficial la fecha del Miss Santa Cruz, será este próximo 24 de marzo en el Salón Sirionó de la Fexpocruz y la transmisión del certamen para este año estará a cargo de la Red Uno.
Preparación: Como todos los años, el mayor certamen departamental de belleza inicia sus actividades con un grupo de 18 candidatas después de una ardua labor de preselección, según informe proporcionado por Promociones Gloria.
Las candidatas están en plena fase de preparación físico-estético en el Gimnasio Reyes y en el Spa Burgos y Belleza, además que toman clases de pasarela, cultura general y oratoria en la Escuela de modelaje de Promociones Gloria.
El fotógrafo oficial, Marco Velasco ya empezó también con las sesiones para que el público cruceño pueda conocer a las señoritas más hermosas del departamento.
Los títulos a diputarse son cuatro: Miss y Señorita. Santa Cruz – Miss y Señorita. Litoral que tendrán su pase para el Miss Bolivia Universo 2018.
Presentación: El lunes 12 de marzo es la fecha para la presentación oficial a la prensa de las candidatas y el inicio de las actividades propias del certamen cuya final se realizará el 24 de marzo en el Salón Siriono de la Fexpo y será transmitido en vivo por Red Uno a nivel Nacional.

## Jurado Calificador
El jurado calificador estará conformados por persona que saben del temas como los anteriores años.
- Claudia Etmuller, Miss Santa Cruz 2001, Miss Bolivia Mundo 2001 ganadora del título del Mejor Rostro en el Miss Santa Cruz 2001 y Miss Bolivia 2001 y representó a Bolivia en el Miss Mundo 2001 en Sudáfrica

- Dr. Carlos Eloy Ávila, médico de salud metal con posgrado en terapida de regresion

- Erika Weise, Miss Santa Cruz 1984 y Miss Bolivia Mundo 1984

- Herlan Antelo Laughlin

- Verónica Larreiu, Miss Santa Cruz 1997 y Miss Bolivia Universo 1997

- Kitty Gentili de Ortiz

- Katerine Ribera, Miss Santa Cruz 1989 y Miss Bolivia Internacional 1987

- Jonatkan Moly, cantautor venezolano.

- Dr. Abel Montaño

- Dra. Claudia Herrera. notaria de fe pública.

## Títulos Previos
Subió la temperatura en el certamen departamental de belleza y algunas candidatas, con su actitud, belleza y simpatía, han dado un paso adelante en la competencia. Ya se entregaron títulos previos, los que posicionan a las ganadoras como favoritas para llegar a la fase final.
| Títulos                  | Representación             | Candidata                   |
| Miss Deporte Patra       | - Club de Leones Solidario | - Mariana Pinedo Callau     |
| Mejor Cabellera Sedal    | - Curumechaca              | - Fabiane Valdivia Zambrana |
| Miss Silueta             | - San Javier               | - Joyce Prado Ribera        |
| Mejor Sonrisa Orest      | - Club de Leones Solidario | - Mariana Pinedo Callau     |
| Chica Amazonas           | - Curumechaca              | - Fabiane Valdivia Zambrana |
| Miss Personalidad Udabol | - Club de Leones Soriano   | - Yiwei Jiang Escalante     |
| Miss Amistad y Simpatía  |                            |                             |

## Candidatas
- 17 candidatas[10] son confirmadas a competir por la corona del Miss Santa Cruz 2018[11]

(En la tabla se utiliza su nombre completo, los sobrenombres van entrecomillados y los apellidos utilizados como nombre artístico, entre paréntesis; fuera de ella se utilizan sus nombres «artísticos» o    simplificados)
| Representación                | Nombre                       | Edad    | Estatura    | Diseñador/a               |
| Club de Leones Solidario      | Mariana Pinedo Callau        | 21 años | 1,67 metros | Galo Sánchez              |
| Srta. Warnes                  | Wendy Saavedra Franco        | 21 años | 1,68 metros | Fiorillo & Fiorillo       |
| San Ramon                     | Gianna Ruth Ardaya Ramirez   | 23 años | 1,69 metros | Ernesto Barahona          |
| Fundación Arminda Soria       | Ana Belen Tejerina Ortiz     | 18 años | 1,70 metros | Nancy Ortiz               |
| Club de Leones Soriano        | Yiwei Jiang Escalante        | 24 años | 1,70 metros | Galo Sánchez              |
| Agrupación Mitahori           | Kimberly Zapata Zeballos     | 20 años | 1,70 metros | Yenni Rodas               |
| Club de Leones Hamacas        | Carla Vargas Lairana         | 24 años | 1,72 metros | Galo Sánchez              |
| Miss Vallegrande              | Carla Lorena Velasco Ulloa   | 23 años | 1,72 metros | Kenny Gutiérrez           |
| Miss Minero                   | Bianca Ruíz Áñez             | 17 años | 1,72 metros | Ronal Reynaga             |
| Curumechaca                   | Fabiane Valdivia Zambrana    | 18 años | 1,74 metros | Carla Zambrana/Carlos Paz |
| Miss Villa Primero de Mayo    | Andrea Rebeca Suárez Vargas  | 17 años | 1,74 metros | Nadia Faren               |
| Fundación de Síndrome de Down | Sabrina Vargas García        | 21 años | 1,74 metros | Ester FIoanini            |
| Miss Warnes                   | Stephanie Pizarro Justiniano | 19 años | 1,75 metros | Rodolfo Pinto             |
| Miss San Jose de Chiquitos    | Taliana Lema Aguilera        | 18 años | 1,76 metros | Fiorillo & Fiorillo       |
| Club de Leones el Patuju      | Fiorella Suárez Cerusoli     | 20 años | 1,77 metros | Eduardo Rivera            |
| Camiri                        | Jiam Álvarez Alé             | 20 años | 1,80 metros | China Chávez              |
| San Javier                    | Joyce Prado Ribera           | 20 años | 1,81 metros | Ernesto Barahona          |

## Datos acerca de las Candidatas
- Algunas de las delegadas del Miss Miss Santa Cruz 2017 han participado, o participarán, en otros certámenes de importancia regionales, nacionales e internacionales:
  - Gianna Ardaya - en el 2016 fue Miss Distrito 8, reina de los 15 distritos cruceños, señorita Colmilav, Mejor Rostro Estudiantil, y participó en el Miss Vallegrande 2017, donde obtuvo el de Reina de Vallegrande 2017 (Cuarto Lugar).
  - Ana Belen Tejerina - fue Miss Adolescencia 2015-2016, posteriormente, emprendió la lucha por la corona del Miss Playa 2016 donde logró el título de Virreina, en el año 2017, logró el título de Miss Verano que la llevó a eventos internacionales donde representó la belleza oriental.
  - Stephanie Pizarro es Miss Warnes 2017 y Wendy Saavedra es Srta Warnes 2017, ambas vienen bajo las manos de Mario Barragan.
  - Carla Lorena Velasco, fue  Reina de los Juegos Estudiantiles Departamentales de Santa Cruz 2006, Reina del Carnaval de la Guardia 2011, Reina de los Fabriles 2012, participó de en el Miss Santa Cruz 2013 donde no tuvo éxito alguno y es Miss Vallegrande 2017-18.
  - Yiwei Jiang - fue Virreina de la Tradición Cruceña 2012
  - Bianka Ruiz, fue Miss Piel Dorada Bolivia 2017 y representó a Bolivia en el Miss Piel Dorada Internacional 2017 en México, donde resultó como Cuarta Finalista y participó en el MIss Teen Model Internacional 2017 en Perú, cual le fue sin éxito y es Miss Minero 2017.
  - Joyce Prado, participó en el Miss Santa Cruz 2015 y obtuvo el título de Srta Litoral 2015,  participó en el Miss Bolivia Universo 2015 onde obtuve el título de Miss Turismo Bolivia 2015, representó a Bolivia en el Miss Model of the World 2015 sin éxito, y en el Miss Turismo of the Year Internacional 2015 donde se ubicó entre las 12 finalistas, para el 2017 fue coronada como Miss Globe Bolivia 2017.
  - Wendy Saavedra fue elegida como Chica EL Deber 2018 y Reina del Carnaval de Warnes 2018